# JuniBevægelsen

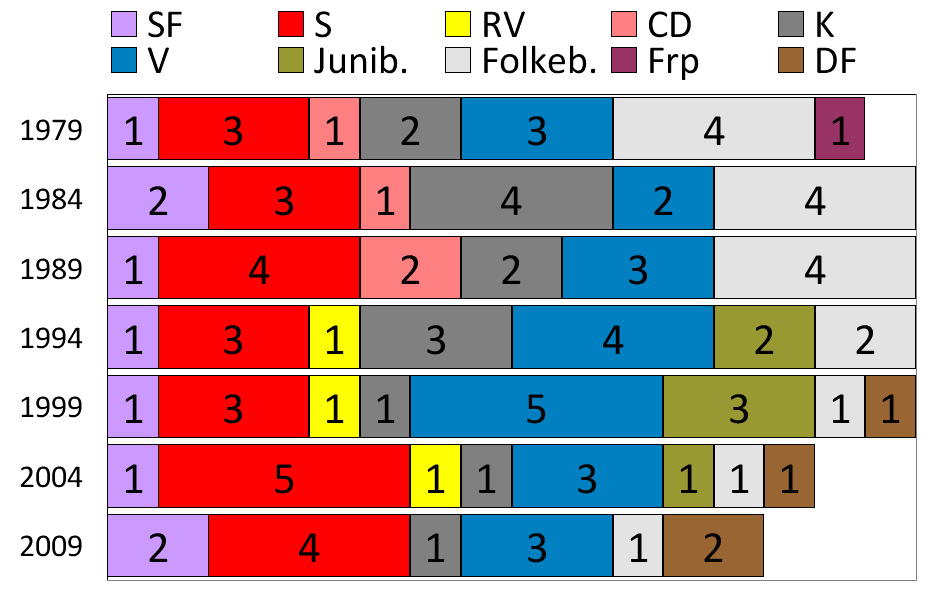
Dänische Europa-Abgeordnete nach Parteien. 1999 konnte Junibevægelsen noch zu den Sozialdemokraten aufschließen, 2009 folgten Wahlniederlage und Selbstauflösung.

Junibevægelsen (Eigene Schreibweise: JuniBevægelsen, zu deutsch Junibewegung) war eine EU-kritische Wählervereinigung in Dänemark, die ausschließlich zu den Wahlen zum Europäischen Parlament antrat. Sie verstand sich als überparteilich. Auf dem Wahlzettel war ihr der Parteibuchstabe J zugeteilt. 
Die Junibevægelse wurde im August 1992 auf Schloss Christiansborg (dem Sitz des dänischen Parlamentes) im Umfeld dänischer Europagegner gegründet. Um den Jahreswechsel 1992/93 traten drei der vier im Europäischen Parlament sitzenden Abgeordnete der Folkebevægelsen mod EU zur Junibevægelse über (Jens-Peter Bonde, Birgit Bjørnvig und Ulla Sandbæk). Bei den 1993, 1998 und 2000 stattfindenden Volksabstimmungen zu EU-Themen (Vertrag von Maastricht, Vertrag von Amsterdam, Euro-Einführung) empfahl die Junibevægelse jeweils, mit Nein zu stimmen. Auch der Vertrag von Lissabon wurde von ihr als undemokratisch und zu zentralistisch abgelehnt.
1994 trat die Junibevægelse erstmals bei einer Europawahl an und erreichte zwei Mandate. Zusammen mit der Volksbewegung gegen die EU schloss sie sich der Fraktion Europa der Nationen an. Bei der Europawahl 1999 konnte sie leicht hinzugewinnen und erreichte drei Mandate. Sie schloss sich der Fraktion Europa der Demokratien und der Unterschiede an. 2004 musste sie jedoch starke Stimmenverluste hinnehmen und bekam nur noch ein Mandat. Sie beteiligte sich an der Fraktion Unabhängigkeit/Demokratie. Bis 2008 hatte Jens-Peter Bonde ein Mandat inne, wobei er zum Teil als Fraktionsvorsitzender fungierte. Sein Mandat übernahm Hanne Dahl. 
Bei der Europawahl 2009 verlor die Junibevægelse fast drei Viertel ihrer Stimmen und büßte ihren Sitz im Europäischen Parlament ein. Daraufhin kündigten der Vorsitzende Keld Albrechtsen und die scheidende Europaparlamentarierin Hanne Dahl die Auflösung der Partei an. Am 5. September 2009 wurde die Partei aufgelöst.
Die Partei arbeitete europaweit in der europäischen Partei EUDemokraten mit. Mit der Junilistan bestand zwischen 2004 und 2014 eine Schwesterpartei in Schweden. Eine weitere Schwesterpartei war die Junijska lista in Slowenien, die jedoch nie zu Wahlen antrat. Beide waren ebenfalls Mitglied der EUDemokraten.